# 三八佳人
《三八佳人》是香港無綫電視1991年拍攝的電視連續劇，全劇共10集，監製李茜，主要演員有吳鎮宇、葉子楣、陶大宇、林漪娸等。

## 演員表
- 吳鎮宇 飾 簡　玄
- 葉子楣 飾 易婉文/許艷麗
- 陶大宇 飾 杜日年
- 梁健平 飾 呂才俊
- 李中寧 飾 李忠明
- 侯蔚雲 飾 Kelly
- 黎秀英 飾 蓉　姐
- 亦　羚 飾 Tammy
- 趙學而 飾 Carol
- 鄭繼宗 飾 蕭　仔
- 鄭維嘉 飾 June
- 莫燕嫦 飾 Loretta
- 羅雪玲 飾 Maggie
- 譚兆明 飾 Daniel
- 黃瑋琳 飾 忠　記
- 翁慧德 飾 朱慧心/Sam
- 丘國良 飾 卓立光
- 顏國樑 飾 蔡查理
- 陳啟泰 飾 余錦安
- 梁佩瑚 飾 Janet
- 林漪娸 飾 簡　靜
- 夏　萍 飾 李　群
- 還立峻 飾 何肇津
- 何浩源 飾 阿　麥
- 王美儀 飾 Yvonne
- 關寶慧 飾 張小燕
- 鄧煜榮 飾 茶　客
- 陳勉良 飾 茶　客
- 林文森 飾 Daisy
- 龔嘉玲 飾 徐美鳳
- 飾 沈秋楠
- 蔡國權 飾 何國樑
- 黃成想 飾 何先生
- 黃仲匡 飾 肥　牛
- 黃宗賜 飾 細　蝦
- 麥皓為 飾 劉先生
- 麥嘉倫 飾 侍　應
- 游　飈 飾 大雙標
- 郭卓樺 飾 杜同事
- 徐廣林 飾 貴利財
- 林韋辰 飾 財手下甲
- 何昭傑 飾 財手下乙
- 博　君 飾 酒樓部長
- 凌　漢 飾 醉　漢
- 陳　蕊 飾 美女甲
- 區　嶽 飾 杜　父
- 馮瑞珍 飾 杜　母
- 梅　蘭 飾 杜親戚甲
- 白　蘭 飾 杜親戚乙
- 劉兆璋 飾 芬(俊妻)
- 周煥培 飾 的士司機
- 曾耀明 飾 陳生(肥佬)
- 王翠玉 飾 Mable
- 江　寧 飾 李生(大陸客)
- 應善然 飾 錶行職員甲
- 許志佳 飾 錶行職員乙
- 千　秋 飾 麗女友甲
- 鄒　靜 飾 麗女友乙
- 譚一清 飾 何生(商人)
- 馮敏清 飾 女職員
- 林家棟 飾 男職員
- 鄧汝超 飾 男司機
- 黃建峰 飾 影相佬
- 蕭山仁 飾 台灣客
- 曾蔚雲 飾 太
- 龔嘉玲 飾 May
- 侯振宇 飾 輝　仔
- 胡耀鋒 飾 細　仔
- 孟麗萍 飾 二　奶
- 廖麗麗 飾 劉　太
- 黃潔冰 飾 情　婦
- 陳景培 飾 醫　生
- 游　飈 飾 病人甲
- 鄭君寧 飾 病人乙
- 方　傑 飾 神父
- 劉煒全 飾 Mable男友
- 祝文君 飾 D.J.
- 劉鳳娟 飾 售貨員
- 劉鳳婷 飾 女客甲
- 梁秀玲 飾 女客乙
- 石　雲 飾 的士佬